# Nati nel 1910/Luglio
| Questa pagina contiene informazioni ricavate automaticamente dalle voci biografiche con l'ausilio del template Bio e di un bot. L'aggiornamento è periodico e automatico e ricostruisce completamente la pagina. Se manca una persona in questa lista, sei pregato di non aggiungerla, ma accertati piuttosto che la sua voce biografica contenga il template Bio e che i dati anagrafici siano correttamente compilati. Se il template Bio manca, inseriscilo tu stesso o, in alternativa, metti l'avviso {{tmp\|Bio}} che ne segnala la mancanza. Se i dati riportati sono sbagliati, correggi direttamente la voce biografica; le modifiche saranno visibili in questa lista entro pochi giorni. Per chiarimenti vedi il progetto biografie. La lista contiene solo le 139 persone che sono citate nell'enciclopedia e per le quali è stato implementato correttamente il template Bio. Pagina aggiornata al 2 giu 2025. |

- 1º luglio - Carlos Cillóniz, calciatore peruviano († 1987)
- 1º luglio - Glenn Hardin, ostacolista statunitense († 1975)
- 1º luglio - Sandro Italico Mussolini, politico italiano († 1930)
- 1º luglio - Hans Nadler, architetto tedesco († 2005)
- 2 luglio - Jeff Alexander, compositore e direttore d'orchestra statunitense († 1989)
- 2 luglio - Pedro Alonso Arbeleche, cestista cubano († 2006)
- 2 luglio - Luciano Chiara, astronomo e matematico italiano († 1969)
- 2 luglio - Giuseppe Majorana, militare e aviatore italiano († 1941)
- 3 luglio - Domenica Ercolani, supercentenaria italiana († 2023)
- 3 luglio - Feodora di Danimarca, principessa danese († 1975)
- 3 luglio - Marcellite Garner, doppiatrice statunitense († 1993)
- 4 luglio - Giuseppe Borea, presbitero e partigiano italiano († 1945)
- 4 luglio - Aurelio Angelo Colleoni, politico italiano († 1973)
- 4 luglio - Champion Jack Dupree, pianista e cantante statunitense († 1992)
- 4 luglio - Gloria Stuart, attrice e pittrice statunitense († 2010)
- 4 luglio - Erwin Stührk, calciatore tedesco († 1942)
- 4 luglio - Henry de Rancourt de Mimérand, generale e aviatore francese († 1992)
- 5 luglio - Håkon Askerød, calciatore norvegese († 1989)
- 5 luglio - Robert K. Merton, sociologo statunitense († 2003)
- 5 luglio - Georges Vedel, giurista francese († 2002)
- 6 luglio - Enrico Beltracchini, pilota automobilistico italiano
- 6 luglio - Dorothy Kirsten, soprano e attrice statunitense († 1992)
- 6 luglio - René Le Grevès, ciclista su strada e pistard francese († 1946)
- 6 luglio - Enrico Ragni, pittore italiano († 2002)
- 7 luglio - Louis Duerloo, ciclista su strada belga († 1977)
- 7 luglio - Nani Grassetto, imprenditore italiano († 1971)
- 7 luglio - Mario Martire, aviatore italiano († 1945)
- 7 luglio - Frank Twiss, ammiraglio inglese († 1994)
- 8 luglio - Giuseppe Andreoli, giurista italiano († 2019)
- 8 luglio - Jimmy Littlejohn, allenatore di calcio e calciatore scozzese († 1989)
- 9 luglio - Cesare Gnudi, storico dell'arte e funzionario italiano († 1981)
- 9 luglio - Libero Pollastri, calciatore italiano († 1986)
- 10 luglio - Nguyễn Hữu Thọ, politico e rivoluzionario vietnamita († 1996)
- 10 luglio - Jimmy Stewart, cestista canadese († 1990)
- 10 luglio - Sancja Szymkowiak, religiosa polacca († 1942)
- 10 luglio - Edgardo Toetti, velocista italiano († 1968)
- 11 luglio - Sally Blane, attrice statunitense († 1997)
- 11 luglio - Johannes Hassebroek, militare tedesco († 1977)
- 11 luglio - Anton Spitaler, orientalista tedesco († 2003)
- 11 luglio - Ludwig Stumpfegger, medico tedesco († 1945)
- 12 luglio - Aldo Balducci, rugbista a 15 italiano
- 12 luglio - Léon Level, ciclista su strada francese († 1949)
- 12 luglio - Angelo Majorana, psichiatra e psicologo italiano († 2007)
- 13 luglio - Richard William George Dennis, botanico e micologo britannico († 2003)
- 13 luglio - Lien Gisolf, altista olandese († 1993)
- 13 luglio - Jeanne Hersch, filosofa svizzera († 2000)
- 13 luglio - Nicola Panevino, giudice e partigiano italiano († 1945)
- 13 luglio - Zoe Rae, attrice statunitense († 2006)
- 13 luglio - Augusto Ravetta, calciatore italiano († 1976)
- 13 luglio - Adolfo Spiller, calciatore svizzero († 1970)
- 13 luglio - Giovanni Viale, politico italiano († 1996)
- 14 luglio - Giovanni Acci, pittore italiano († 1979)
- 14 luglio - Paul Chocque, pistard e ciclista su strada francese († 1949)
- 14 luglio - Luigi De Manincor, velista italiano († 1986)
- 14 luglio - Lucas Demare, regista, sceneggiatore e produttore cinematografico argentino († 1981)
- 14 luglio - William Hanna, regista, produttore televisivo e produttore cinematografico statunitense († 2001)
- 14 luglio - Teofano Ubaldo Stella, vescovo cattolico e missionario italiano († 1978)
- 14 luglio - Georges Winckelmans, calciatore e allenatore di calcio francese († 1991)
- 15 luglio - Ronald Binge, compositore e arrangiatore britannico († 1979)
- 15 luglio - Ginestra Giovene, fisica, divulgatrice scientifica e scrittrice italiana († 1994)
- 15 luglio - Enrique Guaita, calciatore argentino († 1959)
- 15 luglio - Ken Lynch, attore statunitense († 1990)
- 15 luglio - Peter Mehringer, lottatore statunitense († 1987)
- 15 luglio - Mino Pasquini, cestista e allenatore di pallacanestro italiano († 1981)
- 15 luglio - Tullio Tedeschi, militare italiano († 1987)
- 15 luglio - Gérard Verbeke, presbitero e storico della filosofia belga († 2001)
- 15 luglio - Satsuo Yamamoto, regista giapponese († 1983)
- 16 luglio - Daniel Isaac Axelrod, botanico e geologo statunitense († 1998)
- 16 luglio - Luigi Marchesi, militare italiano († 1997)
- 17 luglio - Giovanni Ellero, etnologo italiano († 1942)
- 17 luglio - Alfiero Mezzetti, aviatore e militare italiano († 1939)
- 17 luglio - Barbara O'Neil, attrice statunitense († 1980)
- 17 luglio - Frank Olson, biologo statunitense († 1953)
- 17 luglio - Giuseppe D'Agostinis, generale e aviatore italiano († 1988)
- 18 luglio - Hermann Becker-Freyseng, medico tedesco († 1961)
- 18 luglio - Fritz Braune, militare tedesco († 1992)
- 18 luglio - Mamadou Dia, politico senegalese († 2009)
- 18 luglio - Vittorio Gorresio, giornalista e saggista italiano († 1982)
- 18 luglio - Louis Grodecki, storico dell'arte francese († 1982)
- 18 luglio - Midget Wolgast, pugile statunitense († 1955)
- 18 luglio - Rudolf Naumann, archeologo e storico dell'architettura tedesco († 1996)
- 19 luglio - Francisco Coloane, scrittore cileno († 2002)
- 19 luglio - Nico Rosso, fumettista italiano († 1981)
- 19 luglio - Vito Sabatelli, militare italiano
- 20 luglio - Mohamed Amin Didi, politico maldiviano († 1954)
- 20 luglio - Jesús Olmos, cestista messicano († 1988)
- 20 luglio - Giovanni Battista Pigato, religioso e poeta italiano († 1976)
- 21 luglio - Amleto Cardone, compositore, direttore di banda e pianista italiano († 2006)
- 21 luglio - Veniero Colasanti, scenografo e costumista italiano († 1996)
- 21 luglio - Alexander Hurd, pattinatore di velocità su ghiaccio canadese († 1982)
- 21 luglio - Viggo Kampmann, politico danese († 1976)
- 21 luglio - Giuseppe Maraschini, ingegnere italiano († 1995)
- 21 luglio - Piero Pasinati, calciatore e allenatore di calcio italiano († 2000)
- 21 luglio - Ove Roll Lund, militare e ingegnere norvegese († 1946)
- 22 luglio - Thomas Owen, scrittore belga († 2002)
- 22 luglio - Pauline Gower, aviatrice e scrittrice britannica († 1947)
- 22 luglio - Francesco Santoro, militare e aviatore italiano († 1943)
- 22 luglio - Ruthie Tompson, artista statunitense († 2021)
- 23 luglio - Karl Adamek, calciatore e allenatore di calcio austriaco († 2000)
- 23 luglio - Cheikh El Hasnaoui, cantante algerino († 2002)
- 23 luglio - Pimen, arcivescovo ortodosso russo († 1990)
- 23 luglio - Fernando de Santiago y Díaz de Mendívil, generale e politico spagnolo († 1994)
- 23 luglio - Vladimir Leonidovič Suchobokov, regista cinematografico sovietico († 1973)
- 23 luglio - Ted Tinling, tennista, stilista e giornalista inglese († 1990)
- 23 luglio - Mario Zorzi, tiratore a segno italiano († 1944)
- 24 luglio - Ferdinando Amiconi, politico italiano († 1987)
- 24 luglio - Harry Horner, scenografo e regista austriaco († 1994)
- 24 luglio - Erwin Sietas, nuotatore tedesco († 1989)
- 25 luglio - Giuseppe Cigala Fulgosi, militare italiano († 1977)
- 25 luglio - Raffaele Cutolo, drammaturgo e paroliere italiano († 1985)
- 25 luglio - Kendell Foster Crossen, scrittore statunitense († 1981)
- 25 luglio - Jimmy Jackson, pilota automobilistico statunitense († 1984)
- 25 luglio - Kim Yong-sik, allenatore di calcio e calciatore sudcoreano († 1985)
- 25 luglio - Michael Kmit, pittore ucraino († 1981)
- 25 luglio - Harijs Lazdiņš, calciatore lettone († 1988)
- 25 luglio - Angelo Miceli, imprenditore e dirigente sportivo italiano († 1974)
- 25 luglio - Vilhelm Náhlovský, calciatore cecoslovacco († 1969)
- 25 luglio - Francesco Scotti, politico italiano († 1973)
- 26 luglio - Yann Fouéré, politico e attivista francese († 2011)
- 26 luglio - Raffaele Gervasio, compositore italiano († 1994)
- 26 luglio - Giordano Giacomello, chimico italiano († 1968)
- 26 luglio - Kenneth Muse, animatore statunitense († 1987)
- 27 luglio - Paul Engebretsen, giocatore di football americano statunitense († 1979)
- 27 luglio - Julien Gracq, scrittore francese († 2007)
- 27 luglio - Ludwig Lachner, calciatore tedesco († 2003)
- 27 luglio - Lupita Tovar, attrice messicana († 2016)
- 28 luglio - Eduard Einstein, psichiatra svizzero († 1965)
- 28 luglio - Bill Goodwin, attore statunitense († 1958)
- 28 luglio - Sydney Scott, pallanuotista maltese († 1990)
- 29 luglio - Muriel Evans, attrice statunitense († 2000)
- 30 luglio - Sadaaki Akamatsu, aviatore giapponese († 1980)
- 30 luglio - Livio Gratton, astrofisico italiano († 1991)
- 30 luglio - Secondo Lanfranco, calciatore italiano († 1982)
- 30 luglio - Giuseppe Moruzzi, neurofisiologo italiano († 1986)
- 30 luglio - Marino Nicolich, calciatore italiano
- 30 luglio - Bruno di Montegnacco, aviatore italiano († 1938)
- 31 luglio - Billy Jacobs, attore statunitense († 2004)
- 31 luglio - Laura Lee, attrice statunitense († 1981)
- 31 luglio - Chet Stratton, attore statunitense († 1970)